# Kandinsky-Preis

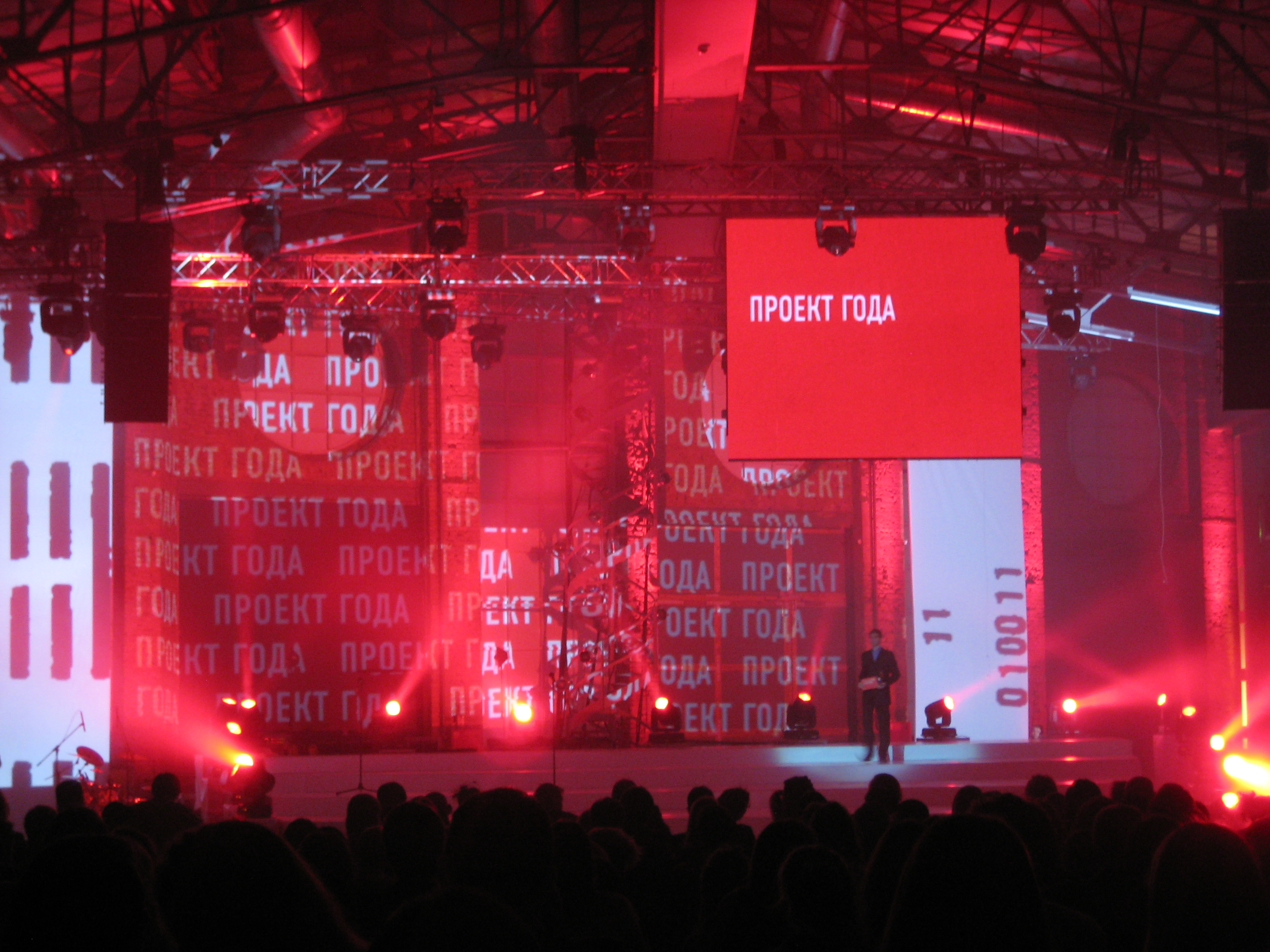
Verleihung des Kandinsky-Preises 2011

Der russische Kandinsky-Preis, benannt nach dem russischen Maler Wassily Kandinsky, wurde 2007 ins Leben gerufen, um zeitgenössische russische Kunst zu fördern und das Ansehen russischer Kunst weltweit zu fördern. Er wird von der Deutschen Bank und der Art Chronika Kulturstiftung gesponsert. Der Kunstpreis gilt als Analog zum britischen Turner Prize.

## Kategorien
Von 2007 bis 2011 wurden Preise in den drei Kategorien Project of the Year, Young Artist. Project of the Year und Media Art. Project of the Year vergeben. 2012 wurde letztere abgeschafft, dafür kam 2014 die Kategorie Scholarly work. History and theory of contemporary art hinzu.
Zum Zeitpunkt seiner erstmaligen Vergabe im Jahr 2007 betrug die finanzielle Dotierung für die Kategorie Artist of the Year 40.000 Euro, der Träger des Media Art. Project of the Year erhielt 10.000 Euro.

## Preisträger

### 2007
- Projekt des Jahres: Anatoli Felixowitsch Osmolowski
- Junger Künstler. Projekt des Jahres: Vladlena Gromova
- Medienkunst. Projekt des Jahres: Vladislav Mamyshev-Monro

### 2008
- Projekt des Jahres: Aleksey Beliayev Guintovt
- Junger Künstler. Projekt des Jahres: Diana Machulina
- Medienkunst. Projekt des Jahres: PG Group

### 2009
- Projekt des Jahres: Vadim Zakharov
- Junger Künstler. Projekt des Jahres: Evgeniy Antufiev
- Medienkunst. Projekt des Jahres: Aristarkh Chernyshev & Alexey Shulgin

### 2010
- Projekt des Jahres: Alexander Brodski
- Junger Künstler. Projekt des Jahres: Taisia Korotkova
- Medienkunst. Projekt des Jahres: Andrey Blazhnov

### 2011
- Projekt des Jahres: Yury Albert
- Junger Künstler. Projekt des Jahres: Polina Kanis
- Medienkunst. Projekt des Jahres: Anastassija Rjabowa

### 2012
- Projekt des Jahres: AES+F und Grisha Bruskin
- Junger Künstler. Projekt des Jahres: Dimitri Venkov

### 2013
- Projekt des Jahres: Irina Nakhova
- Junger Künstler. Projekt des Jahres: Tim Parchikov

### 2014
- Projekt des Jahres: Pavel Pepperstein
- Junger Künstler. Projekt des Jahres: Albert Soldatov
- Wissenschaftliche Arbeit. Geschichte und Theorie der zeitgenössischen Kunst: Mikhail Iampolski

### 2015
- Projekt des Jahres: Filippov Andrey
- Junger Künstler. Projekt des Jahres: Kroytor Olya
- Wissenschaftliche Arbeit. Geschichte und Theorie der zeitgenössischen Kunst: Podoroga Valeriy

### 2016
- Projekt des Jahres: Andrey Kuzkin
- Junger Künstler. Projekt des Jahres: Super Taus
- Wissenschaftliche Arbeit. Geschichte und Theorie der zeitgenössischen Kunst: Viktor Misiano

### 2017
- Projekt des Jahres: ZIP group
- Junger Künstler. Projekt des Jahres: Sasha Pirogova
- Wissenschaftliche Arbeit. Geschichte und Theorie der zeitgenössischen Kunst: Alexander Borovsky

### 2019
- Projekt des Jahres: Evgeny Antufiev
- Junger Künstler. Projekt des Jahres: Albina Mokryakov
- Wissenschaftliche Arbeit. Geschichte und Theorie der zeitgenössischen Kunst: Andrey Khlobystin

### 2021
- Projekt des Jahres: Albina Mokryakov
- Junger Künstler. Projekt des Jahres: Andrey Kuzkin
- Wissenschaftliche Arbeit. Geschichte und Theorie der zeitgenössischen Kunst: Roman Osminkin

Quelle